# Sol sustenido menor
Sol sustenido menor (abreviatura no sistema europeu Sol♯ m e no sistema americano G♯m) é a tonalidade que consiste na escala menor de sol sustenido, e contém as notas sol sustenido, lá sustenido, si, dó sustenido, ré sustenido, mi, fá sustenido e sol sustenido. A sua armadura contém cinco sustenidos.
A sua tonalidade relativa é si maior, e a sua tonalidade paralela é sol sustenido maior. É enarmômica de lá bemol menor.

## Composições clássicas em sol sustenido menor
- Sonata-fantasia - Scriabin
- Prelúdio Op. 32 n.º 12 - Rachmaninov
- Estudo Op. 25 n.º 6 "Terceiras" - Chopin
- Estudo de Paganini n.º 3 "La Campanella" - Liszt

## Outras composições em sol sustenido menor
- Brothers In Arms - Dire Straits
- Living A Lie - Laura Branigan
- She Works Hard For The Money - Donna Summer